# SuperDraco
SuperDraco es un propulsor hipergólico, motor de cohete líquido diseñado y construido por SpaceX. Es parte de la familia de motores de cohetes Draco de SpaceX. Una matriz redundante de ocho motores SuperDraco proporciona una propulsión tolerante de fallos para su uso como sistema de escape de lanzamiento para la cápsula de transporte de pasajeros Dragon V2.
Los motores de cohetes SuperDraco utilizan un propulsor almacenable (no criogénico) que permite que los motores se disparen muchos meses después de cargar y lanzar.
Los motores se utilizarán en los vuelos de transporte de la tripulación a la órbita baja de la Tierra (LEO), y también se proyectó que se utilizaran para el control de entrada, descenso y aterrizaje de la sonda robótica de Dragón Rojo propuesta a Marte. Aunque tras los nuevos planes de lanzamiento del nuevo cohete Starship, los planes de llevar humanos en la cápsula Dragon se han descartado. 
SuperDraco se utilizará tanto en la cápsula Dragon V2 de tripulación como en la de transporte de carga, así como en el cohete de prueba suborbital DragonFly, un prototipo de cohete reutilizable de baja altitud que se utilizará para ensayar varios aspectos de la tecnología de aterrizaje propulsor. Mientras que el motor es capaz de generar 73.000 newtons (16.400 lbf) de empuje, durante el uso para la prueba de Libélula, los motores serán estrangulados a 68.170 newtons (15.325 lbf) para mantener la estabilidad del vehículo.